# Důl Františka (Karviná)
Důl Františka je bývalý černouhelný důl v Karviné (v blízkosti současných Bartečkových rybníků). Leží v důlním poli současného dolu Karviná – závod ČSA.
Důl byl založen v roce 1856 Jindřichem Larisch-Mönnichem. V tomto roce se začalo s hloubením vtažné jámy dolu. V roce 1858 byl instalován první těžní stroj. Původní název jámy byl Jáma č. XVII, později došlo k přejmenování na Strojní jáma. Definitivní změna na jméno důl Františka přišla až v roce 1884, v tomto roce začalo i hloubení výdušné jámy. V roce 1884 došlo k instalaci prvního parního stroje. V roce 1888 byl zprovozněn zdroj elektrické energie pro osvětlení povrchu. V roce 1893 důl vytěžil do té doby rekordní těžbu – 358 920 tun uhlí.

## Důlní neštěstí v roce 1894
Dne 14. června 1894 došlo v dole k největšímu neštěstí v historii Ostravsko-karvinské oblasti. Na 4. patře, v 19. sloji došlo ve 21:30 k výbuchu, který byl pravděpodobně způsoben trhacími pracemi. Požár se rozšířil i do ostatních dolů. Na dole Františka zemřelo 181 osob, celkově při neštěstí 235 osob. Obnovovací práce trvaly až do roku 1895, znovu se začalo těžit až 24. ledna 1895.
V roce 1911 se důl modernizoval – byla přestavěna těžní věž a byl postaven nový těžní stroj. V roce 1927 vytěžil důl 170 000 tun uhlí, přičemž na něm pracovali 3 inženýři, 40 důlních a povrchových zaměstnanců a 721 dělníků.
Důl byl v roce 1951 začleněn do Velkodolu Československé armády. V roce 1965 byla těžba na tomto dole ukončena, v tomto roce byly zasypány vtažná (definitivní hloubka 490 metrů) a výdušná jáma (definitivní hloubka 445 metrů).